# Avioth
Avioth é uma comuna francesa na região administrativa de Grande Leste, no departamento de Meuse. Estende-se por uma área de 6,5 km². Em 2010 a comuna tinha 153 habitantes (densidade: 23,5 hab./km²).